# هال شونك
هال شونك (بالإنجليزية: Hal Schwenk)‏ هو لاعب كرة قاعدة أمريكي، ولد في 23 أغسطس 1890 في Schuylkill, Philadelphia ‏ في الولايات المتحدة، وتوفي في 4 سبتمبر 1955 في كانساس سيتي في الولايات المتحدة.